# Евеліо Суарес
Евеліо де Хесус Суарес (ісп. Evelio de Jesús Suárez; нар. 22 січня 1961) — венесуельський борець вільного та греко-римського стилів, срібний призер Панамериканського чемпіонату, дворазовий срібний призер Панамериканських ігор, чемпіон Південноамериканських ігор, триразовий срібний та дворазовий бронзовий призер Центральноамериканських і Карибських ігор, п'ятиразовий чемпіон, срібний та бронзовий призер Боліваріанських ігор.

## Життєпис
Боротьбою почав займатися з 1977 року.
Виступав за борцівський клуб «Дельта Амакуро». Тренер — Алексіс Карріон.

## Спортивні результати на міжнародних змаганнях

### Виступи на Чемпіонатах світу
| Змагання                        | Збірна    | Вагова категорія                 | Місце |
| ------------------------------- | --------- | -------------------------------- | ----- |
| Чемпіонат світу з боротьби 1995 | Венесуела | греко-римська боротьба, до 90 кг | 25    |

### Виступи на Панамериканських чемпіонатах
| Змагання                                   | Збірна    | Вагова категорія                 | Місце  |
| ------------------------------------------ | --------- | -------------------------------- | ------ |
| Панамериканський чемпіонат з боротьби 1993 | Венесуела | вільна боротьба, до 90 кг        | 4      |
| Панамериканський чемпіонат з боротьби 1993 | Венесуела | греко-римська боротьба, до 90 кг | Срібло |

### Виступи на Панамериканських іграх
| Змагання                  | Збірна    | Вагова категорія                 | Місце  |
| ------------------------- | --------- | -------------------------------- | ------ |
| Панамериканські ігри 1983 | Венесуела | вільна боротьба, до 82 кг        | Срібло |
| Панамериканські ігри 1995 | Венесуела | греко-римська боротьба, до 90 кг | 4      |
| Панамериканські ігри 1995 | Венесуела | вільна боротьба, до 90 кг        | Срібло |

### Виступи на Південноамериканських іграх
| Змагання                       | Збірна    | Вагова категорія                 | Місце  |
| ------------------------------ | --------- | -------------------------------- | ------ |
| Південноамериканські ігри 1994 | Венесуела | греко-римська боротьба, до 90 кг | Золото |

### Виступи на Центральноамериканських і Карибських іграх
| Змагання                                     | Збірна    | Вагова категорія                 | Місце  |
| -------------------------------------------- | --------- | -------------------------------- | ------ |
| Центральноамериканські і Карибські ігри 1982 | Венесуела | вільна боротьба, до 82 кг        | Бронза |
| Центральноамериканські і Карибські ігри 1982 | Венесуела | греко-римська боротьба, до 82 кг | Срібло |
| Центральноамериканські і Карибські ігри 1986 | Венесуела | вільна боротьба, до 82 кг        | 5      |
| Центральноамериканські і Карибські ігри 1986 | Венесуела | греко-римська боротьба, до 82 кг | Срібло |
| Центральноамериканські і Карибські ігри 1993 | Венесуела | греко-римська боротьба, до 90 кг | Срібло |
| Центральноамериканські і Карибські ігри 1993 | Венесуела | вільна боротьба, до 90 кг        | Бронза |

### Виступи на Боліваріанських іграх
| Змагання                 | Збірна    | Вагова категорія                 | Місце  |
| ------------------------ | --------- | -------------------------------- | ------ |
| Боліваріанські ігри 1981 | Венесуела | греко-римська боротьба, до 90 кг | Золото |
| Боліваріанські ігри 1981 | Венесуела | вільна боротьба, до 90 кг        | Золото |
| Боліваріанські ігри 1985 | Венесуела | греко-римська боротьба, до 82 кг | Золото |
| Боліваріанські ігри 1985 | Венесуела | вільна боротьба, до 82 кг        | Срібло |
| Боліваріанські ігри 1989 | Венесуела | греко-римська боротьба, до 82 кг | Бронза |
| Боліваріанські ігри 1993 | Венесуела | греко-римська боротьба, до 90 кг | Золото |
| Боліваріанські ігри 1993 | Венесуела | вільна боротьба, до 100 кг       | Золото |